# Spare Rib
Spare Rib fue una revista feminista de la Segunda Ola en el Reino Unido que surgió de la contracultura de finales de la década de 1960, como consecuencia de reuniones en las que participaban, entre otras,  Rosie Boycott y Marsha Rowe. Spare Rib ahora se considera actualmente como una de las revistas icónicas que dieron forma al debate sobre el feminismo en el Reino Unido y como tal fue digitalizada por la Biblioteca Británica en 2015. La revista contenía escritos y creaciones que desafiaban los estereotipos y buscaban soluciones colectivas. Se publicó entre 1972 y 1993. El título deriva de la referencia bíblica a Eva, la primera mujer, creada a partir de la costilla de Adán. 

## Historia
El primer volumen de Spare Rib fue publicado en junio de 1972. Algunas editoriales de la época se negaron a difundirlo, incluida WH Smith. Al vender alrededor de 20.000 copias al mes, se distribuyó más ampliamente a través de grupos y redes de mujeres. 
Su propósito, como se describe en su editorial, era investigar y presentar alternativas a los roles de género tradicionales para las mujeres de virgen, esposa o madre.
El nombre Spare Rib comenzó como una broma, con su juego de palabras sobre la Eva Bíblica hecha de la costilla de Adán, lo que implica que la mujer no tenía independencia desde el principio de los tiempos. Esto tenía las connotaciones ingeniosas y subversivas que las editoras buscaban.
 

El Manifiesto de Spare Rib declaró: 
 "El concepto de liberación de la mujer es ampliamente incomprendido, temido y ridiculizado. Muchas mujeres permanecen aisladas e infelices. Nosotras queremos publicar Spare RIB para intentar cambiar esto. Creemos que la liberación de las mujeres es de vital importancia para las mujeres ahora e, intrínsecamente, para el futuro de nuestra sociedad. Spare RIB alcanzará a todas las mujeres, atravesando barreras materiales, económicas y de clase, para abordarlas como individuas por derecho propio". 
 Los primeros artículos se vincularon estrechamente con las teorías políticas de izquierda de la época, especialmente el anticapitalismo y la explotación de las mujeres como consumidoras a través de la moda. Las portadas a menudo eran de un diseño llamativo.
A medida que el Women's Movement evolucionó durante la década de 1970, la revista se convirtió en un foco de debate a veces amargo entre las muchas corrientes que surgieron dentro del movimiento, como el feminismo socialista, el feminismo radical, el feminismo revolucionario, el feminismo lésbico, el feminismo liberal y el feminismo negro. Incluyó contribuciones de reconocidas escritoras, activistas y teóricas feministas internacionales, así como las historias de mujeres comunes y corrientes desde sus propias palabras. 
Los artículos de Spare Rib abordaron muchas cuestiones feministas desde perspectivas diferentes. Los temas incluyeron: "orgasmo liberador", "racismo en el fregadero de la cocina", anorexia y la práctica de la mutilación genital femenina en Gran Bretaña. Los debates al respecto fueron a menudo crudos, y la revista refleja estas discusiones, a veces turbulentas, que había dentro del colectivo sobre la mejor manera de abordar temas como la sexualidad y el racismo.
Debido a la caída de suscripciones y de ingresos publicitarios, Spare Rib dejó de publicarse en 1993.

## Editores

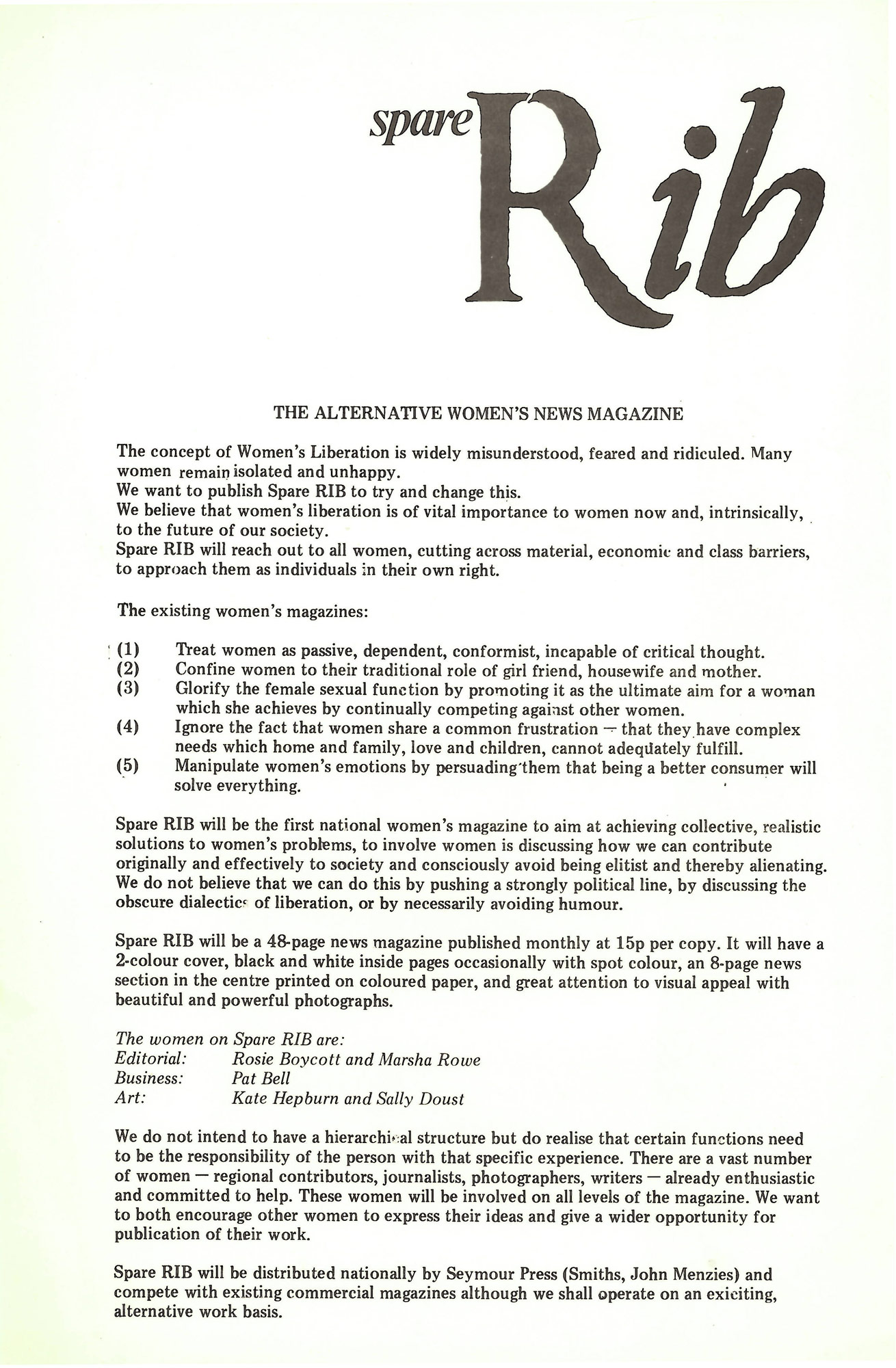
Las fundadoras de Spare Rib se propusieron dejar las cosas claras en la Women's Liberation. Intentaron llegar a todas las mujeres y en su manifiesto explicaron qué estaba mal en las revistas femeninas contemporáneas y cómo su alternativa ofrecería soluciones realistas a los problemas experimentados por las mujeres. Para más información, :

Spare Rib se convirtió en un colectivo a finales de 1973 (ver Spare Rib Reader, editado por Marsha Rowe y Rosie Boycott, A Nice Girl Like Me ). La política editorial era: "decidir colectivamente sobre los artículos que publican y trabajar en estrecha colaboración con los contribuyentes. Aceptar artículos de hombres solo cuando no haya otro recurso disponible. 35p por copia".

## Diseño
Según Marsha Rowe, una de las diseñadoras de revistas originales, el "aspecto" de Spare Rib, que tuvo tantas portadas icónicas y llamativas, nació por necesidad. Tenía que parecer una revista de mujeres, pero con contenidos que no reflejaran los estereotipos conformistas de la feminidad. Las portadas fueron a menudo controvertidas. Tenían que sugerir la familiaridad de las revistas femeninas, "como una buena amiga, íntima, leal, solidaria, a la vez que desafiante, cuestionadora, emocionante y radical". Las diseñadoras tuvieron que transformar el nombre Spare Rib en un título de revista. Tenían que crear el aspecto de la portada y un estilo homogéneo para las páginas interiores. El diseño tenía que ser estable y flexible, para permitir cambios futuros mientras se seguía conservando la sensación e identidad básicas. Íntegro a cada decisión fue el costo: "El dinero y la profesionalidad iban de la mano". 
Las nuevas ilustradoras y fotógrafas jóvenes estaban ansiosas por trabajar para la revista, atraídas por el desafío de encontrar un lenguaje visual para expresar las ideas novedosas de la revista. 
Otro desafío para la editorial fue encontrar publicidad no sexista de acuerdo con los valores de la revista. 

## Legado
The Guardian informó en abril de 2013 que la revista debía ser relanzada, con la periodista Charlotte Raven al timón. Al final se anunció que, si bien se publicarían una revista y un sitio web, ahora tendrían un nombre diferente.
 

En mayo de 2015, la Biblioteca Británica puso en línea su archivo completo de Spare Rib. El proyecto fue dirigido por Polly Russell, la curadora detrás de la historia oral del movimiento de liberación de las mujeres. El archivo se presenta con nuevos puntos de vista sobre el asunto y con temas comentados por curadores expertos. El sitio web de la Biblioteca Británica describe el valor de Spare Rib para los lectores e investigadores actuales: 
 "Spare Rib fue la revista feminista circulante más grande del Movimiento de Liberación de la Mujer (WLM) en Gran Bretaña en los años setenta y ochenta. Sigue siendo uno de los logros más visibles del movimiento. La trayectoria de Spare Rib trazó el ascenso y la desaparición del Movimiento de Liberación de la Mujer y, como consecuencia, es de interés para las historiadoras, académicas y activistas feministas y para quienes estudian los movimientos sociales y la historia de los medios". 
 En febrero de 2019, la Biblioteca Británica anunció una posible suspensión del acceso al archivo en caso de que se diera el Brexit sin consenso.

## Otras lecturas
- Fell, Alison (1979). Hard Feelings: Fiction and Poetry from Spare Rib. London: Women's Press Ltd. ISBN 9780704338388.
- Rowe, Marsha (1982). Spare Rib Reader. Harmondsworth, Middlesex, England New York, NY, U.S.A: Penguin Books. ISBN 9780140052503.
- Boycott, Rosie (2009). A Nice Girl Like Me. London: Pocket Books. ISBN 9781847394705.
- O'Sullivan, Sue (1987). Women's Health: A Spare Rib Reader. London New York: Pandora Press. ISBN 9780863582189.
- Cameron, Deborah; Scanlon, Joan (2010). The Trouble & Strife Reader. London New York: Bloomsbury Academic. ISBN 9781849660129. Documenting the history of the British magazine Trouble and Strife: The Radical Feminist Magazine (1983-2002).